# Sveriges Hamnar
Sveriges Hamnar är en bransch- och arbetsgivarorganisation för hamnföretagen i Sverige. Organisationens främsta uppgift är att säkerställa en fortsatt väl fungerande och expanderande hamnnäring, öka kunskapen om branschen, ge råd till och företräda medlemmarna i arbetsgivarfrågor samt förhandla kollektivavtal.